# Baguinéda
Baguinéda est une ville et une commune rurale (Baguinéda-Camp) du Mali, chef-lieu d'arrondissement dans le Cercle de Kati et la région de Koulikoro. Située à 30 km de Bamako sur le fleuve Niger, cette commune rurale regroupe 32 villages.

## Géographie
La localité de Baguinéda est située sur la rive droite du fleuve Niger et au nord de la route nationale RN 6 (axe Bamako-Ségou) à 34 km à l'est de Bamako (Monument Lumumba). 
| N'Gabacoro            | Tienfala, Méguétan   | Zan Coulibaly |
| Commune I, Commune VI | Baguinéda            | Diouman       |
| Kalabankoro           | Mountoungoula, Tiélé | N'Gouraba     |

La commune s'étend à l'est du district de Bamako et présente un relief accidenté avec une chaine de collines, prolongement du Mont mandingue. Elle est située le long du fleuve Niger. On note l'existence de deux grandes mares: le Kodjou et le Zankeblekak.
Le climat est de type soudano-sahélien. L'hivernage a lieu de juin à octobre. La pluviométrie annuelle varie entre 900 à 1 000 mm.
Les sols sont majoritairement sablo-argileux. La végétation, une savane arborée, comprend notamment le karité, le tamarin, le baobab, le cailcédrat et le balanzan. Une forêt classée appelée la Faya couvre une superficie de 80 000 hectares qui abrite une faune sauvage diversifiée :antilopes, hyènes, phacochères, lièvres
et singes. Huit bois sacrés sont répartis sur différents villages de la commune (Tanima, Kobalakoro, Kasséla, Dicko, Kokoun, Mofa, Farakan et Mounzoun).
La population, avoisinant les 27 000 habitants en 2001, est constituée essentiellement de Bambaras, Peuls, Bobos, Sénoufos et Minianka, ainsi que de quelques Bozos originaire de la région de Mopti.

## Histoire
En 1961, Baguinéda Camp fut érigé en village autonome ayant à sa tête un chef de village et en chef-lieu de l’arrondissement de Baguinéda regroupant 74 villages avec une population d’environ 3 000 habitants.
La commune de Baguinéda-Camp a été créé par la scission de l'ancien arrondissement de Baguinéda en quatre Communes : Baguinéda-Camp, Mountoungoula, N’Gouraba et Tiélé en 1996,.

## Villages
La commune s'étend sur 32 localités relevées lors du recensement général de 2009. 
Les quartiers les plus peuplés sont :
- Baguinéda Camp (6 686 habitants)
- Kobalakoro (5 110 habitants)
- Kassela (4 749 habitants)

## Politique
Le conseil communal de la commune rurale de Baguinéda est dissout en septembre 2024.
| Année | Maire élu                      | Parti politique                           |
| ----- | ------------------------------ | ----------------------------------------- |
| 2004  | Mahamadou Traoré               | URD                                       |
| 2009  | Toumani Diarra                 | Association pour le développement du Mali |
| 2013  | Salia Diarra                   | Association pour le développement du Mali |
| 2022  | Sacko Fatoumata Bintou Santara | ADEM-MOREMA                               |
| 2024  | Délégation spéciale            |                                           |

## Économie
La culture irriguée du riz est introduite à Baguinéda vers 1940-1950. L’agriculture est l’activité économique dominante. Un périmètre irrigué, géré par l'Office du périmètre irrigué de Baguineda (OPIB) fondé en 1998 administre la culture du riz. En 2009/2010, 12 109 tonnes de riz paddy ont été produits, soit un rendement de 5 tonnes à l’hectare. Le sorgho et le mil sont aussi cultivé. Baguinéda est également une zone de production de mangues. Les habitants pratiquent également le maraîchage et l’arboriculture.
L'élevage, la pêche et le commerce sont largement pratiqués.

## Environnement
La forêt classée de la Faya (80 000 ha), poumon vert de la capitale malienne, s'étend sur la partie orientale de la commune. Elle est classée depuis 1943.

## Personnalités liées à la ville
- Fatoumata Keïta (1977), femme de lettres née à Baguinéda.
- Seydou Diarra, Administrateur territorial.
- Cheickh Mohamed Samaké, Grand Kalifa du Torikatoul Tidiannya, homme de religion communément appelé Makadam SAMAKE, habitant de Baguinéda Soundougouba Coura, Président de Union des Sociétés Coopératives Agricoles de Baguineda (USCA)/Président de la Plateforme Riz de la Région de Koulikoro.
- Boua Coulibaly, grand prêcheur et imam.
- Zoumana Samaké, président du sous section de RPM de Baguineda, et du comité pour le bon fonctionnement du CSCOM de Baguineda.
- Bamboye Traoré, président de la jeunesse de Baguinéda camp.